# Stethynium auricolor
Stethynium auricolor är en stekelart som beskrevs av Girault 1938. Stethynium auricolor ingår i släktet Stethynium och familjen dvärgsteklar. Inga underarter finns listade i Catalogue of Life.